# Муголаша
Муголаша (на английски: Mougoulacha) е малко племе от местното население на Северна Америка, което по принцип се възприема като подразделение на байогола.

## История
Произходът на муголаша не е ясен. През 1700 година французите научават, че повечето хора от племето киниписа, което посреща враждебно Рене-Робер Шевалие Сир дьо Ла Сал през 1682 година и след това Анри дьо Тонти, измира от някаква болест. Оцелелите се присъединяват към байогола под името муголаша. Французите обвиняват байогола, че прикриват враждебни индианци и една нощ на 1700 година байогола избиват всички муголаша. Оттогава муголаша престава да съществува. Дали те са истинските киниписа не е ясно, но е възможно малцината, които оцеляват от епидемията киниписа да са се смесили с муголаша. Така че муголаша може да е съвсем отделно племе.